# Cryptelytrops septentrionalis
Cryptelytrops septentrionalis este o specie de șerpi din genul Cryptelytrops, familia Viperidae, descrisă de Kramer 1977. Conform Catalogue of Life specia Cryptelytrops septentrionalis nu are subspecii cunoscute.